# Volksbad Mönchengladbach

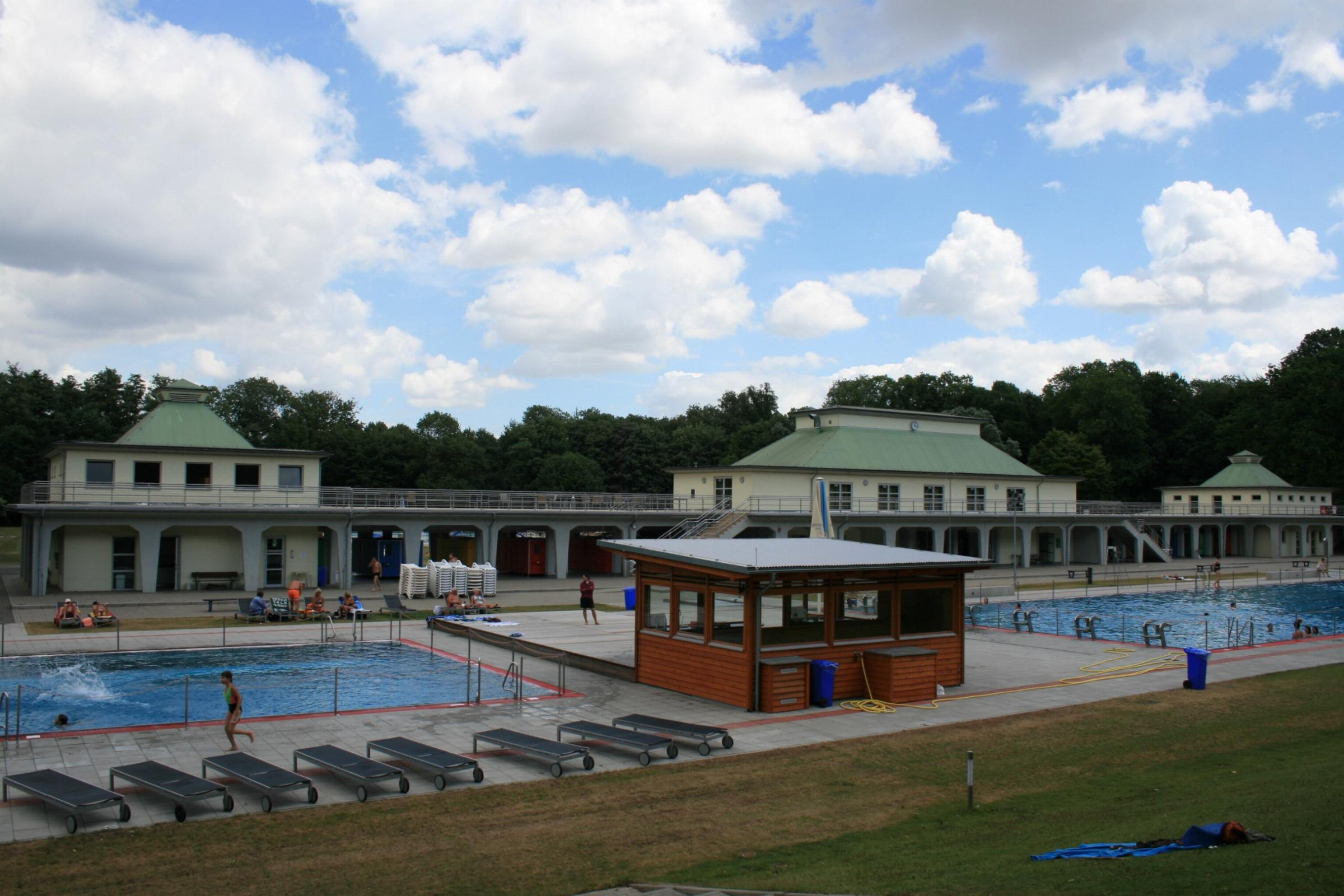
Volksbad (2010)

Das Volksbad befindet sich in Mönchengladbach (Nordrhein-Westfalen), Peter-Krall-Straße 62 und 65.
Das Volksbad wurde 1924 bis 1926 erbaut. Es wurde unter Nr. P 016 am 20. Mai 2004 in die Denkmalliste der Stadt Mönchengladbach eingetragen.

## Lage
Das Volksbad liegt im Bungtwald, einem ausgedehnten Naturschutzgebiet im östlich des Stadtkerns von Mönchengladbach gelegenen Stadtteil Bungt. Es befindet sich im Norden des Stadtteils, nordöstlich des Volksgartens.

## Architektur
Die Bauten der mit ausgedehnten Liegeflächen und Spielplätzen weitläufig ausgestatteten Anlage des Volksbades sind über einem T-förmigen Grundriss errichtet. Sie bestanden früher aus zwei großen Schwimmbecken, und zwar dem Sportbecken (100 × 20 m) im Süden und dem Bade- oder Planschbecken (100 × 30 m) im Norden. Später wurden das Sportbecken und das Badebecken jeweils in zwei Becken von 50 Metern länge aufgeteilt. Mit sieben, ursprünglich sogar acht Startblöcken verfügte das Sportbecken früher über die zur Austragung von internationalen Meisterschaften erforderlichen Dimensionen. 2009 wurden die Becken umfangreich umgebaut, dabei entstanden im Süden ein 50 Meter langes Sportbecken und ein ca. 13 × 10 Meter großes Becken mit 1- und 3-Meter-Sprungbrettern, im Norden ein ca. 80 × 25 Meter großes Badebecken mit Rutsche sowie ein Kinderplanschbecken.
Zwischen den nördlichen und südlichen Schwimmbecken liegt das in West-Ost-Richtung orientierte und symmetrisch gestaltete Betriebsgebäude von 107 Meter Länge. Der markante Stahlbetonskelettbau zeichnet sich durch die rhythmische Reihung seiner Stahlbetonpfeiler, der bislang noch – nachträglich – geschlossenen Arkaden im Mittelbau und durch die axialsymmetrische Gestaltung des als Riegel wirkenden Gebäudes mit seinen Umkleide- und Technikfunktionen aus. Im Mittelbau sind eine Garderobenhalle im Erdgeschoss und ein Wasserturm untergebracht. Sie werden beidseitig von zwei langgestreckten, eingeschossigen Hallen mit zweigeschossigen Eckbauten unter kleinen Walmdächern mit kronenartig ausgebildeten Dachlüfterhauben flankiert.
Im westlichen Eckbau sind Büros untergebracht, der östliche Eckbau enthält im Erdgeschoss die Toiletten, im Obergeschoss Geräteräume. Die Dachflächen über den eingeschossigen Hallen sind als Terrassen ausgebaut. Von jeder Beckenseite sind sie durch zwei breite Treppen erschlossen. Sie ermöglichen den Blick über die gesamte Anlage und fassen 800 Besucher. Das Freibad ist für einen Badebesuch von insgesamt 2.000 Personen konzipiert.
Versetzt nach Norden liegen beidseitig des zentralen Betriebsgebäudes zwei weitere, 1929 errichtete eingeschossige Baukörper unter Mansardwalmdach mit Dachlüftern, in denen Technikräume untergebracht sind. Das sich auf der Ostseite anschließende Gebäude des ehemaligen Sandfangs ist baulich abgängig.
Das allseitig eingefriedete Grundstück des Volksbads besaß an den beiden ehemaligen Haupteingängen je ein Bediensteten-Wohnhaus, von denen das im Westen gelegene Gebäude 2003 wegen schwerer Bauschäden abgerissen werden musste. Erhalten blieb nur das Wohnhaus im Südosten mit der Adresse Peter-Krall-Straße 65. Über einem quadratischen Grundriss erhebt sich ein eingeschossiges Gebäude unter einem mit verschieferten Dachgauben besetzten Walmzeltdach. Die jeweils zwei hochrechteckigen Fenster in den Fassaden, die Rahmen in Kreuzteilung erneuert, besitzen Schlagläden. Nach Osten schließt sich eine von Mauerpfeilern gegliederte Toranlage an, deren mittleres, zweiflügeliges Tor von je einem schmalen Personenzugang an den Seiten begleitet wird. Die Toranlage bindet einen formalgestalterisch dem Wohnhaus zugeordneten Annexbau, ebenfalls unter Walmzeltdach, an.
Das eingeschossige Kassenhäuschen unter Flachdach des Haupteingangs an der Westseite des Grundstücks wurde erst 1963 errichtet. 2004 erfolgte der Bau eines ausgedehnten Parkplatzes direkt südlich des Volksbades zwischen Peter-Krall-Straße und dem Freigelände.